# 伯尔-汉密尔顿决斗

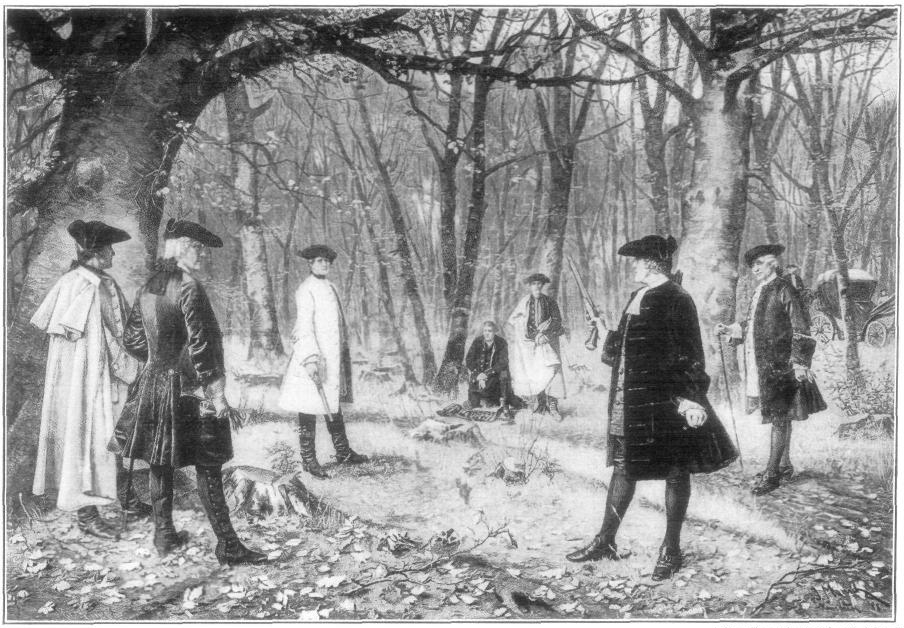
汉密尔顿与伯尔决斗（J.Mund作于1902年）

伯尔-汉密尔顿决斗（英語：Burr-Hamilton Duel），是指1804年7月11日于新泽西州的威霍肯，前美国财政部长亚历山大·汉密尔顿与时任美国副总统的阿龙·伯尔进行的一次决斗。伯尔给了汉密尔顿致命一枪，汉密尔顿被带回了曼哈顿的威廉姆贝尔德家中，第二天凌晨两点去世。

## 背景

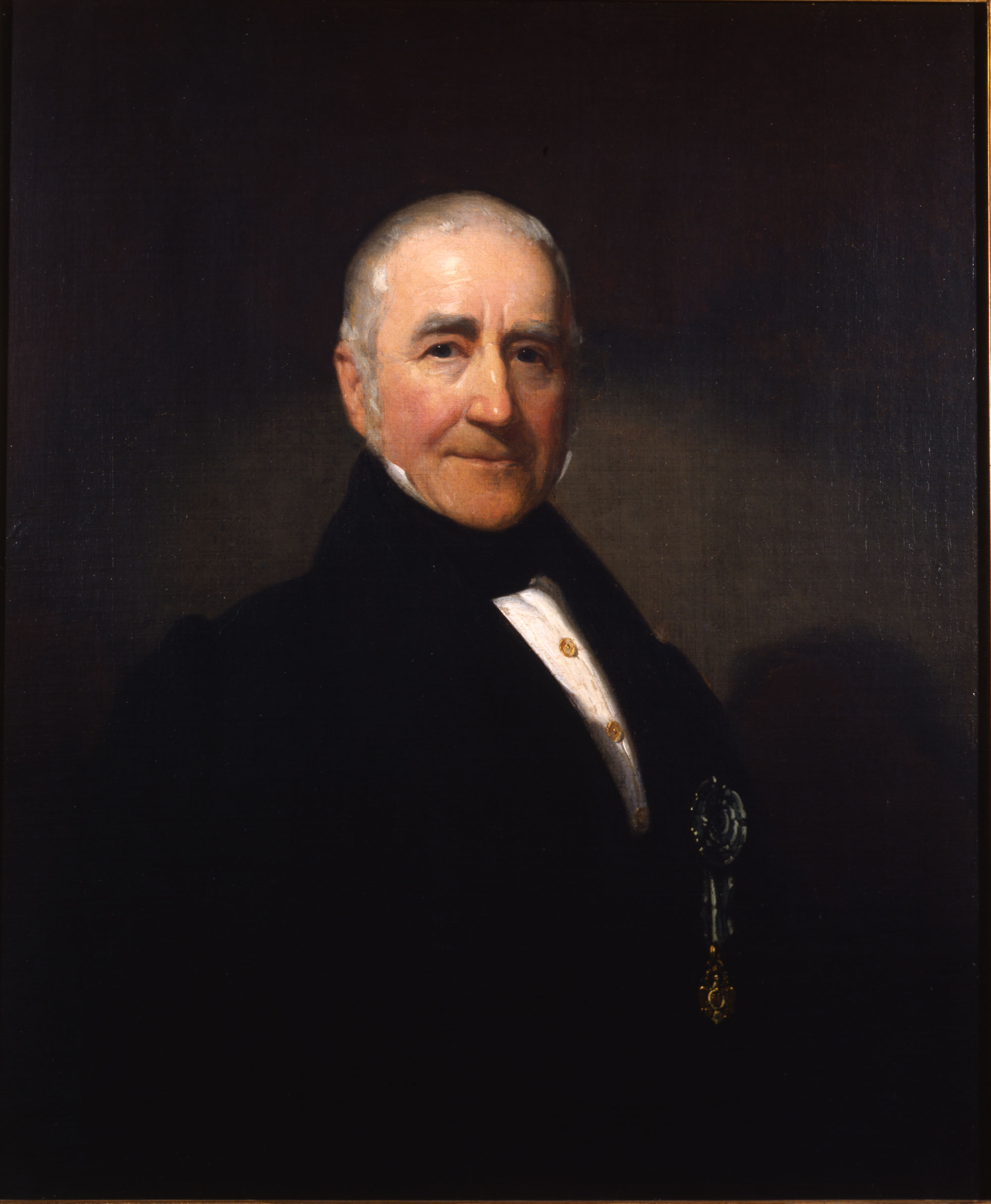
摩根·李維斯（Morgan Lewis），他在漢密爾頓的支持下擊敗伯尔贏得了1804年紐約州長選舉的勝利，進一步激化了伯爾和漢密爾頓的矛盾

伯尔-汉密尔顿决斗是美国政治史上最有名的恩怨冲突，主要产生于两人长期的政治意见分歧。1804年，伯尔作为参议员参加纽约州州长的竞选，而汉密尔顿所控制的媒体却极力诋毁伯尔的名誉，紧张的气氛达到顶点，最终以决斗收场。伯尔在这场决斗中幸存下来，并被指控谋杀罪，但最终却还是被赦免了。由于这场决斗，社会舆论对伯尔本人的批评也愈加尖锐，可以说正是此次事件导致了他政治生命的结束。同时，联邦党则先是就由于约翰·亚当斯在1800年的总统竞选失利而实力受挫，现在又因为汉密尔顿的去世而雪上加霜。
幸运的是，这场决斗也同时给联邦党人与民主共和党人长时间的冲突画上了句号。两党之间的冲突始于1791年，当时伯尔从菲利普·斯凯勒（时任财长的汉密尔顿之岳父）手中获得了参议院席位，导致联邦党竞选团队在1800年中陷入僵局。此时汉密尔顿在众议院中使用政治手段使托马斯·杰斐逊获得了总统提名，而伯尔则只成为了副总统。《费城曙光》刊登了汉密尔顿之前所写的一本小册子的摘要，即著名的“一封关于美国总统约翰·亚当斯公众表现与个人品行的来信——亚历山大·汉密尔顿”，这份文件对于亚当斯有颇多指责，但是史学家们认为，汉密尔顿当时写完只想在私下流传。有一种说法是伯尔泄漏了这份文件，但没有足够的证据。
汉密尔顿对于伯尔的敌意很深，这在汉密尔顿与他的朋友詹姆斯·麦克亨利的私人书信往来中有记载。下面这段话来自于1801年1月4日的一封书信中，信中可见他当时的痛苦：
没有任何事情能够给我带来如此之大的烦恼——联邦党正在考虑支持伯尔当选总统。我应该考虑执行这个决定，以表示我对于这个国家的衷心，也最终证实了联邦党人整个计划的失败。伯尔先生也许会遵照约定，但是当他这样做的时候他会偷偷的嘲笑，并且也有可能会为了他个人的目的而不顾一切。——The life and correspondence of James McHenry
在此不久之后一封更长的信中，汉密尔顿详细的表述了他与伯尔诸多方面的不同，称他为“极度的享乐主义者和酒色之徒”，“为荷兰土地公司的利益服务的腐败分子”等等。
当1804年的竞选逐渐明朗，杰斐逊的选票数量明显超过伯尔。于是伯尔作为独立参选人去参选纽约州的州长。汉密尔顿以全身心的投入与伯尔展开竞争，这使得伯尔输给了摩根马·路易斯（汉密尔顿支持的民主共和党人）。
伯尔与汉密尔顿在此之前都曾有过决斗的经历。汉密尔顿经历过10次以上的决斗，分别是与威廉姆·戈登（1779）、阿德诺斯·伯克（1790）、约翰·弗朗西斯·摩西（1792-1793）、詹姆斯·尼克尔森（1795）、詹姆斯·门罗（1797）、以及埃比尼泽·珀迪/乔治·克林顿（1804）。他还在约翰·劳伦斯与查尔斯·李的1778年的决斗中作为劳伦斯的助手，在约翰·阿德霍与威廉姆·皮尔森的1787年决斗中担任过委托人。此外，汉密尔顿称在与伯尔决斗之前有过一次关乎个人荣誉的争论，伯尔声称有过两次。

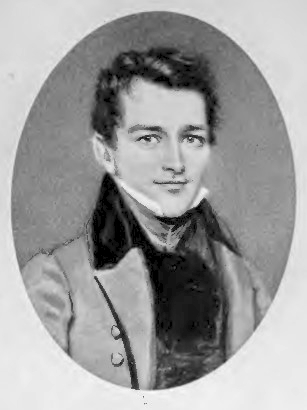
在漢密爾頓決鬥的三年前，他的兒子菲利普·漢密爾頓與漢密爾頓的批評者乔治·埃克在新泽西州威霍肯進行決鬥，並在決鬥中身亡，時年僅19歲

此外，汉密尔顿的儿子菲利普在1801年11月23日与乔治·埃克的决斗中被杀害。原因是菲利普与他的朋友理查德·普莱斯在公园剧院的埃克的包厢中有挑衅行为。这件事情起因是埃克在1801年7月3日作了一个批评汉密尔顿的演讲。菲利普与他的朋友无法接受埃克称他们为地痞无赖，而向埃克发出挑战。在决斗中前四次开枪都落空了，汉密尔顿建议他的儿子不要开枪。然而，菲利普却还是举起了枪。见到对手举枪，埃克也立即开枪，使菲利普受到了致命伤。这场决斗应该对于汉密尔顿的心理造成了极大的影响。

### 1800年竞选
1800年总统竞选时，伯尔与汉密尔顿第一次公开持相反意见。伯尔与托马斯·杰弗逊一起代表民主共和党参选，与他们竞争的是联邦党人约翰·亚当斯。选举时可以投两个人的票，得票第二的人当选为副总统。因此，为了最大化选票数并同时决定总统和副总统人选，民主共和党计划在他们所控制的73个选举人中，72个人投票给杰弗逊与伯尔两人，剩下一个人投票给杰弗逊一人，但最终没有按照计划执行，杰弗逊与伯尔都得到了73票。
| 候选人        | 政党       | 家乡         | 得票 |
| ------------- | ---------- | ------------ | ---- |
| 托马斯·杰佛逊 | 民主共和党 | 佛吉尼亚州   | 73   |
| 阿龙·伯尔     | 民主共和党 | 纽约州       | 73   |
| 约翰·亚当斯   | 联邦党     | 马萨诸塞州   | 65   |
| 查尔斯·皮科尼 | 联邦党     | 南卡罗来纳州 | 64   |
| 约翰·杰       | 联邦党     | 纽约州       | 1    |

根据美国宪法的规定，没有参选人赢得多数选票，选举就将在众议院中进行，而众议院则是由美国联邦党所控制的，其中绝大多数人都很不情愿的投票给杰弗逊。汉密尔顿认为伯尔比杰弗逊更加危险可怕，于是用他的影响力确保了杰弗逊的当选。在第36轮投票中，杰弗逊获得了总统席位，而伯尔则如汉密尔顿所愿，成为了副总统。

### 查尔斯·库珀的信件
1803年4月24日，一封原本是查尔斯·库珀寄给美国参议员菲利普·斯凯勒（汉密尔顿的岳父）的信件被刊登在了奥尔巴尼记录表上（Albany Register），全文是关于反对伯尔候选资格的。库珀的信件印证了之前的库珀本人的说法“汉密尔顿将军与肯特法官一致认为伯尔是一个危险人物，不应该得到政府的信赖。”库珀继续强调他“可以在政治晚宴上更加详细地描述汉密尔顿将军是如何说伯尔是一个卑鄙小人的种种观点”。
对于这种说法，伯尔简洁地回答“不会轻易否认库珀言论的有效性”。与此同时，汉密尔顿在5月20日的时候，对此事进行了长篇的回复，他表示他不对库珀的言论负责（但并没有反驳库珀引用他的那些言论），他同时表示如果库珀还不满意的话，他仍会容忍库珀的所作所为。
伯尔在6月21日的回信中说：“政治的分歧不会使一位真正的绅士产生任何动摇，这是出于对于维护法律荣誉的需要，也是出于对于规则的尊重。”汉密尔顿则回复说“他对此没有新的答案，还是老一套”。这封信在6月22日送到了纳撒尼尔·彭德尔顿处，直到25日才到达伯尔手中。延误是由于彭德尔顿与范尼斯之间的一些谈判协商造成的，彭德尔顿写了如下的话：
汉密尔顿将军说他其实也不相信库珀所说的那些含沙射影的话，但提到了奥尔巴尼，去年冬天，在泰勒家里的对话（在那里，库珀和汉密尔顿均在场）。汉密尔顿将军不能够清楚地回忆起当时谈话的细节了，所以也不能重复这段对话。然而表述的方式虽然被忘记了，但观点还部分记得；但是汉密尔顿能够回想起来的也就是一些对于伯尔上校的政治主张的评价，期待他竞选州长的时候能够有所表现，而没有对于他个人品质和行为的评价。
汉密尔顿的第二封信，由彭德尔顿提供的，有如下言语“关于牵涉到伯尔上校的有关汉密尔顿的谈话内容，我会提供一个坦诚的公告”这份证明不被接受，伯尔提出了正式的起诉，而汉密尔顿接受了。
后续的历史学家认为这场决斗的原因浅显易懂，并且认为要么是汉密尔顿自杀，要么是伯尔蓄意谋杀。托马斯·佛莱明认为，伯尔为了回应在他1804年参加竞选时所受到关于他人格上的诽谤，很想尝试着通过与汉密尔顿进行决斗而恢复他的名誉；同时，汉密尔顿是他认为在那些诽谤者当中唯一的“绅士”。

## 决斗
1804年7月11日天刚破晓，阿伦·伯尔和亚历山大·汉密尔顿分别坐船从曼哈顿出发，顺着哈得逊河到达新泽西州的威霍肯高地。这里曾是一个颇受欢迎的决斗地点，位于耸立的帕利塞德峭壁之下。汉密尔顿和伯尔之所以选择在新泽西州，是因为虽然在纽约州和新泽西州都明确规定禁止任何决斗行为，但纽约州对决斗这项罪行的惩戒更加严格（这块高地上自1700到1845年之间，曾经发生过18场著名的决斗）。为了让参与这次决斗的工作者不会被以参与决斗的罪名起诉，这次决斗的组织保证了所有的目击证人都有能够在事后推卸责任的豁免权。例如，决斗使用的手枪使用皮箱运抵，因此帆船上的水手（他们目击了之后的决斗的过程）可以在被起诉需要推卸责任时起誓时说“自己从来没有见到任何手枪”而不必自责。
清晨六点半，阿伦·伯尔、威廉·P·范尼斯（伯尔的助手）、马修·L·戴维斯和另一个人（一般认为是萨缪尔·斯瓦特沃特）一起，与他们的划桨手们首先到达了决斗地点。随后，伯尔和范尼斯开始清理决斗地点的杂草。汉密尔顿、法官纳撒尼尔·彭德尔顿（汉密尔顿的助手）以及医生大卫·霍萨克，在七点之前也到达了场地。双方的助手需要通过抽签来决定谁先选择地点，谁先开始决斗。两次抽签都是汉密尔顿的助手赢了。他选择了岩架上较高的一侧，面对着城市。对方则是较低的一方，背对着城市。然而有些历史学家，包括作家约瑟夫·艾利斯都表示，由于汉密尔顿是被挑战方，因此不需要助手抽签，而是汉密尔顿自行选择了北方和上游的地点。

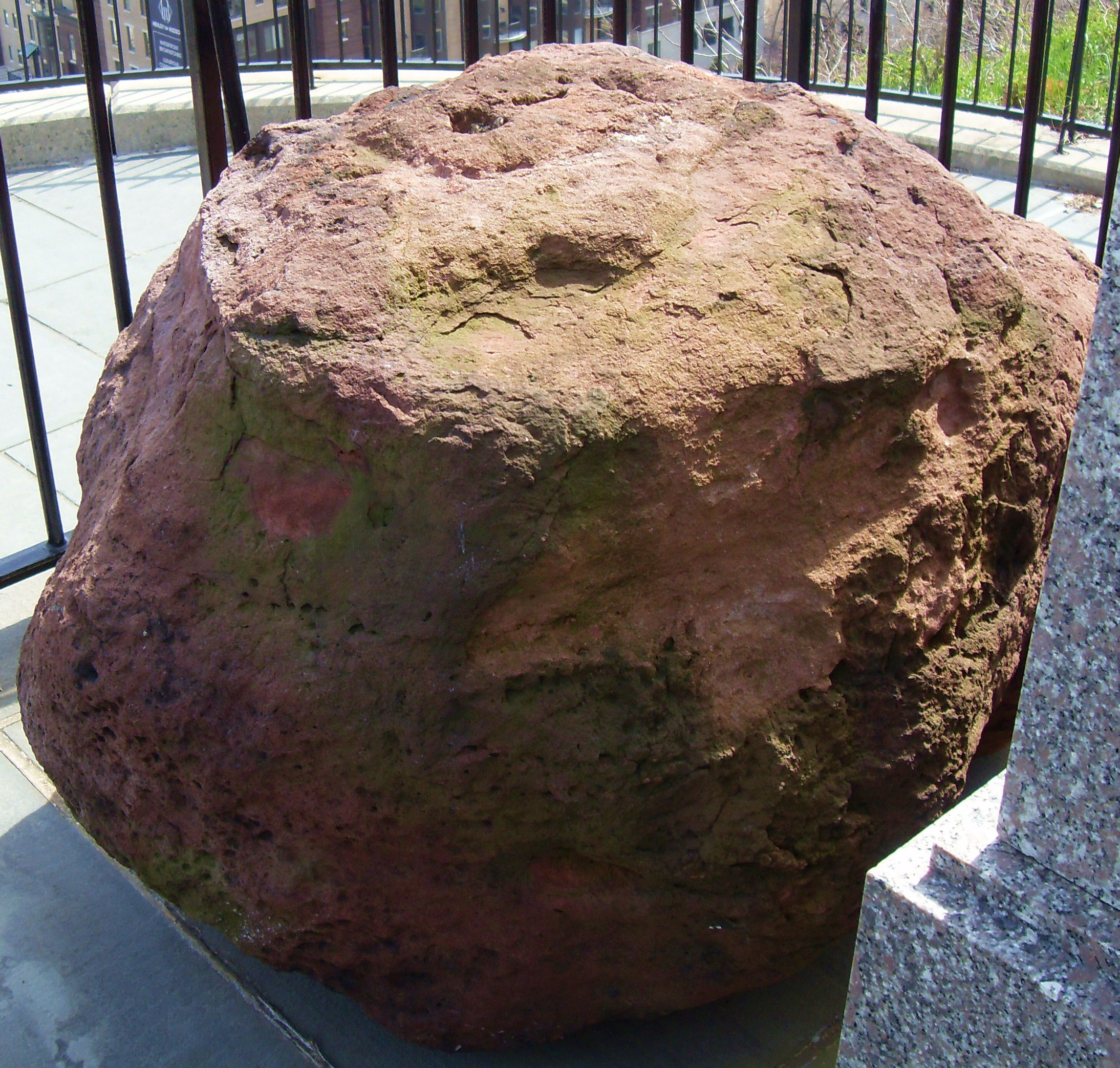
位於威霍肯的石頭，據信這裡是漢密爾頓被射中後休憩的地方

所有第一手的资料都表明，这次决斗总共有两次开火。然而，汉密尔顿和伯尔的助手对于这两次开火之间的间隔时间有不同的描述。在那个时代的决斗场上有这样一种可能性，双方如果都选择首先向地上开一枪来证明自己视死如归的勇气，那么决斗就允许在双方互相认可对方的勇气之下自然终止，这当然是一种皆大欢喜的结局。这次的决斗却并没有按照这条路线走下去：一些资料表明，汉密尔顿明显是首先开火的一方，并且打空了，子弹飞入空中。这次开枪是刻意进行的勇气证明还是想取对方性命的关键一枪，已然无法获知，但伯尔却默认为汉密尔顿已经浪费掉了一枪。伯尔于是进行了回击，子弹击中了汉密尔顿的右侧下腹部。枪弹击中并压裂了汉密尔顿的第二或第三块弓肋，对他的内脏器官，特别是肝脏和膈造成了极大的杀伤，最终打入腰椎。根据彭德尔顿的记录，汉密尔顿当时直接倾倒在地，手枪不由自主地滑落，同时伯尔静默地走向汉密尔顿（彭德尔顿认为伯尔此时可能充满了悔意）。由于划桨手们聚集了上来，为了安全起见，范尼斯用雨伞挡着伯尔离开了决斗场地。
其实谁首先开火并不清楚。为了遵循这次决斗事先安排的豁免调查的协定，即可以让所有参与决斗活动的人可以起誓“并没有看到任何人开火”，所以两个助手都是背对着决斗场地。经历了很多对这次决斗真相的探索和研究活动，历史学家约瑟夫·艾利斯给出了一个假设：
汉密尔顿确实是首先开火的，并且也是有意识开火。但是他其实有意打偏了这一枪。他将这一枪打高，对准了伯尔身后的树。这样他就确实可以被看做是浪费掉了一次机会。他这样做是为了遵守决斗之前的誓词。同时，伯尔自然没有看到过他决斗前的日记和誓词，因此他所知道的只是汉密尔顿打出的弹丸从他身边“嗖”地一下经过，打中了自己身后的树木。根据决斗的默认规则判断，伯尔认为自己在对方想要取自己性命却打偏的情况下，可以正当地开枪杀死汉密尔顿。
关于第一枪是谁开的争议一直存在，有的史学家认为，伯尔开了致命的第一枪，之后的一声枪响只是汉密尔顿无意识的开火，自然没有击中目标。

### 医生大卫·霍萨克的描述
大卫·霍萨克是决斗现场的医生，大约是决斗结束后一个月的8月17日，他笔录了自己的描述。霍萨克证实，他只看到了汉密尔顿和两个助手消失在树丛中，听到两声枪响之后，他听到有人叫自己的名字，于是迅速赶到现场，看到汉密尔顿倒在血泊之中。霍萨克同时证实了他当时并没有看到伯尔。因为伯尔当时被助手范尼斯用雨伞遮挡着离开了现场。在霍萨克给威廉·科尔曼的一封信上，霍萨克医生进行了比较详细的描述：
当我赶到时，他已经严重受伤。当时，他坐在地上，由彭德尔顿的胳膊支撑着身体。我永远无法忘记他将逝之时的面容。他强撑着最后一刻的力气对我说：“这一定是致命伤了，医生。”之后他便如沉船一般，感觉不到一点生命的气息。我立即解开他的制服，很快发现了子弹穿过身体，创伤了他的数个至关重要的器官。他的脉搏已经逐渐无法感知了，呼吸也完全停止了。我的手在他心脏之前，感知不到任何的律动。他将会无可挽回地离开人世。尽管如此，我与彭德尔顿还是立即把他带到了水边，抓住这最后可能使他的精神有所振奋的机会。我们把他抬到河边，驳船船员帮我们把他抬到了船上，并立即开船。这期间我依然看不到他有任何会得以生还的迹象。于是我尽力地擦着氨水摩擦着他的脸、嘴唇和太阳穴，并且在他的胸前、脖子、手腕、手掌甚至嘴里都抹上了一些。
医生大卫·霍萨克提到讲述几分钟之后，汉密尔顿由于氨水或者由于新鲜空气而醒过来一段时间。霍萨克这样叙述：
当他醒过来的时候，刚好看到了装手枪的皮箱。他盯着他刚才拿着的那把说：“注意那支枪，那枪还留有子弹，仍然充满杀伤力，可能会走火造成伤害，彭德尔顿知道的，（他努力转过头去看着彭德尔顿）我没有想过对他开火。”“是的”彭德尔顿先生说道，“霍萨克医生已经知道了你的意愿。”汉密尔顿闭上了双眼，之后除了回答我的一些问题之外，没有说太多话。他问到了我是如何找到他的脉搏的，并且告诉我他的四肢已经完全失去了知觉。他提到，自己对生还已经不抱任何希望了。

### 关于这次决斗发布的声明
彭德尔顿和范尼斯对这次决斗事件发布了一个声明。这个声明对于决斗的规则和所发生的事件进行了说明，并强调决斗双方当时都完全可以开火。当第一次开火结束后，对方的助手会数三声，之后对手才可以开火，或是放弃行动。彭德尔顿和范尼斯没有达成一致的是，到底是谁开了第一枪，但能够达成一致的是两个人确实都开了枪，并且这两枪在短短的几秒之内发生。（这也是必然的结果，因为彭德尔顿和范尼斯都没有提到当时进行了倒数计时）。
彭德尔顿修订的声明基于他在汉密尔顿死后对决斗现场的调查，他努力想要找出汉密尔顿的子弹到底打到了哪儿。声明是这样的：
……确定了子弹穿过了一株雪松的树枝，在距离地面的垂直距离大概12.5英尺高的地方，距离汉密尔顿站立地点的水平距离是13到14英尺远。大概偏离了从汉密尔顿到伯尔这条直线4英尺。

### 汉密尔顿的意图
在“与阿伦·伯尔决斗声明”里，汉密尔顿在决斗前夜写的一封信表明，他自己极力反对“决斗”这种行为。不只是因为这种行为在实践中并不能够公平地实施，更重要的是由于宗教信仰的原因。他继续提到：
我已经决定，如果我们这次会面能够使上帝给我这样一次机会，使我浪费掉自己第一次的开火，我想我会连第二发子弹也不会发射。
之后当伯尔了解到他的这些声明后却说：“如果这是真的话，他就太可鄙了。”
除此之外，汉密尔顿被打成致命伤并恢复了一段意识的时候，曾经告诉霍萨克医生，他的枪仍然有子弹，并且说了“彭德尔顿知道，我没有想过对他开火”这样的话。这是对“汉密尔顿没有开火”这种说法的一个证据，这种说法主张汉密尔顿遵守了之前的誓言，只是在受伤之后无意识地按下了扳机开火。
然而现代的历史学家就汉密尔顿之前这个誓言的可靠性在多少程度上能够代表他的真实想法上产生了争论，如果这是他意图彻底永久地摧毁伯尔的名声而故意使用的计谋，有一些历史学家认为汉密尔顿在决斗场上可能刻意去惹怒了伯尔，特别是历史学家欧戈顿的一种看法：
汉密尔顿做了一系列挑衅的动作导致了之后致命的结果，例如当他们在场地上时，汉密尔顿要求暂时停止，为了整理他的眼镜，并缓缓地，反反复复地沿着手枪的准星看，以测试他的目标。
同时，还有汉密尔顿对决斗手枪的刻意选择（这把手枪曾经在5年前汉密尔顿的妹夫与阿伦·伯尔的一次决斗中，将伯尔外衣上的一只纽扣击落）等证据，都使得最近很多历史学家重新对这次情景和汉密尔顿的真实意图进行研究。随后对汉密尔顿手枪的一些研究揭示了一些事实：汉密尔顿使用的手枪中有“微力扳机”的特性，即很容易就可以触发的一种扳机，这会使得手枪的瞄准精度效果有显著的提高，汉密尔顿应当对微力扳机的使用并不熟悉，因而使得手枪过早地、巧合地触发，从而造成了他的第一次开火，这可能解释了汉密尔顿将子弹打偏到空中的原因。

### 伯尔的意图
伯尔一直被认为是一个糟糕的射击手。但毫无疑问的是，他会从汉密尔顿的流血牺牲中获取最大的满足。据说在决斗之后的那个下午，伯尔提到，如果不是因为晨间的雾气，他一定能够击中汉密尔顿的心脏。根据著名的英国哲学家边沁所说（他与伯尔在1808年于英格兰见面），伯尔曾经声明自己对杀掉汉密尔顿的能力有相当的自信。边沁评价说：伯尔只比一个谋杀者强一点点。
然而伯尔在步入晚年时曾提到：
我若是读斯特恩的作品多些，读伏尔泰的作品少些的话，我将会理解到，我和汉密尔顿之间的天地其实很宽。
但也有些证据認為在此之前汉密尔顿才更需要想开一些，如果他能够对针对伯尔所谓“更加卑劣的意见”进行道歉，也不会有这样的事情发生。然而双方都没有能够以更加宽容的态度对待这些冲突，双方最终都被卷入了这场决斗，并且都想通过这场决斗证明自己的荣耀。
當伯尔看到汉密尔顿的子弹从自己头上飞过時，并不了解汉密尔顿的意图（正如现在的很多历史学家一样），不能确定汉密尔顿是刻意放弃了这次开火还是仅仅打偏了目标，根据决斗的默认规则，伯尔认为汉密尔顿对自己充满敌意，因此对其进行射击。
伯尔自然知道汉密尔顿故意公开反对自己1800年的参选。汉密尔顿曾秘密声明反对自己。例如他写给最高法院大法官拉特利奇的一封私信的附件中，汉密尔顿就曾对伯尔的人格有所怀疑，附件中提到：
…强烈地怀疑伯尔曾在与荷兰公司的接洽中舞弊…他的朋友们也不能信任他的诚信…他集结和雇佣了很多流氓无赖…他为了追求自身权利的至高无上…等等可能都会最终导致他的篡位夺权。

### 关于手枪
有些人将汉密尔顿打偏这件事归罪于他所使用的“沃格顿决斗手枪”的设计上（这两把手枪都留存至今），这种手枪有微力扳机的特性能够给决斗带来优势，因为它能对开动扳机的动作更加敏感，减少了开枪本身所使用的时间，而使用者可以决定是否启用该特性；根据路易斯安那州立大学的历史学教授安德鲁·伯斯丁和南希·艾森伯格的观点，“这对手枪比一般的决斗手枪的枪管都要大，并且有一个秘密的微力扳机特性，因此更加致命”，他们总结道“汉密尔顿在决斗中故意留给了自己一个不公平的优势，并为此付出了最惨痛的代价”。
有些人認為汉密尔顿对这些武器是熟悉的，他应该知道并且能够驾驭微力扳机。然而当彭德尔顿在决斗前问起他是否能够使用微力扳机时，他却说“这次不用”。
这对手枪本来是属于汉密尔顿的妹夫约翰·巴克·切奇。他曾与汉密尔顿和伯尔在商业活动上合作过。这把枪曾经在1799年切奇和伯尔的决斗中使用过，那场决斗两个人都没有受伤。阿伦·伯尔曾声明过这次决斗的手枪提供者是自己，因此这对手枪其实是伯尔自己的。汉密尔顿的传记编纂者罗恩·切尔诺同意这个观点。
1801年，汉密尔顿的儿子菲利普曾经用切奇的这对手枪与乔治·埃克决斗。与他父亲几年后的遭遇一样，菲利浦死于这场决斗。直到19世纪末，这对手枪一直寄存在切奇在贝尔维迪尔的房产中。1930年，这对手枪卖给了现属于摩根大通公司旗下的曼哈顿大通银行。

## 劫后余波
受到致命伤害的汉密尔顿于次日去世了。因为他是圣公会教徒，他被安葬于位于曼哈顿的三一教堂。古弗尼尔·莫里斯，前驻法国大使、前纽约州联邦参议员及汉密尔顿的政治盟友，在他的葬礼上致了悼词，并且成立了私人基金来支持他的妻儿。
伯尔受到了来自纽约和新泽西州的谋杀诉讼，但是诉讼都没有得到最后的审判。在新泽西州的卑爾根，大陪审团指控伯尔在1804年11月谋杀。然而，新泽西高级法院由于奥格登上校的请求撤销了指控。伯尔潜逃到他女儿与家人居住的南卡罗来纳州，接着又回到了华盛顿来完成他的副总统任期。他以天使般的尊严与公正和魔鬼般的严厉主持了塞缪尔·蔡斯弹劾审判案。在1805年3月伯尔真诚的告别演说感动了许多曾经严厉批评过他的参议员。
伯尔政治生涯结束后，来到了美国西部。后来一些计划宣称他与一些人试图建立一个新的独立王国，从路易斯安那州分裂出来。曾经与伯尔共事的詹姆斯·威尔金森将军向杰佛逊总统控诉了他的想法。这次对伯尔的控告导致了他以叛国罪被逮捕与审判。尽管伯尔最终被无罪释放，他的名声却受到了毁灭性的打击，以至于不得不在欧洲过一段日子。1812年他回到了纽约，重操法律事务旧业，度过了相对身份低微的余生。

### 纪念碑

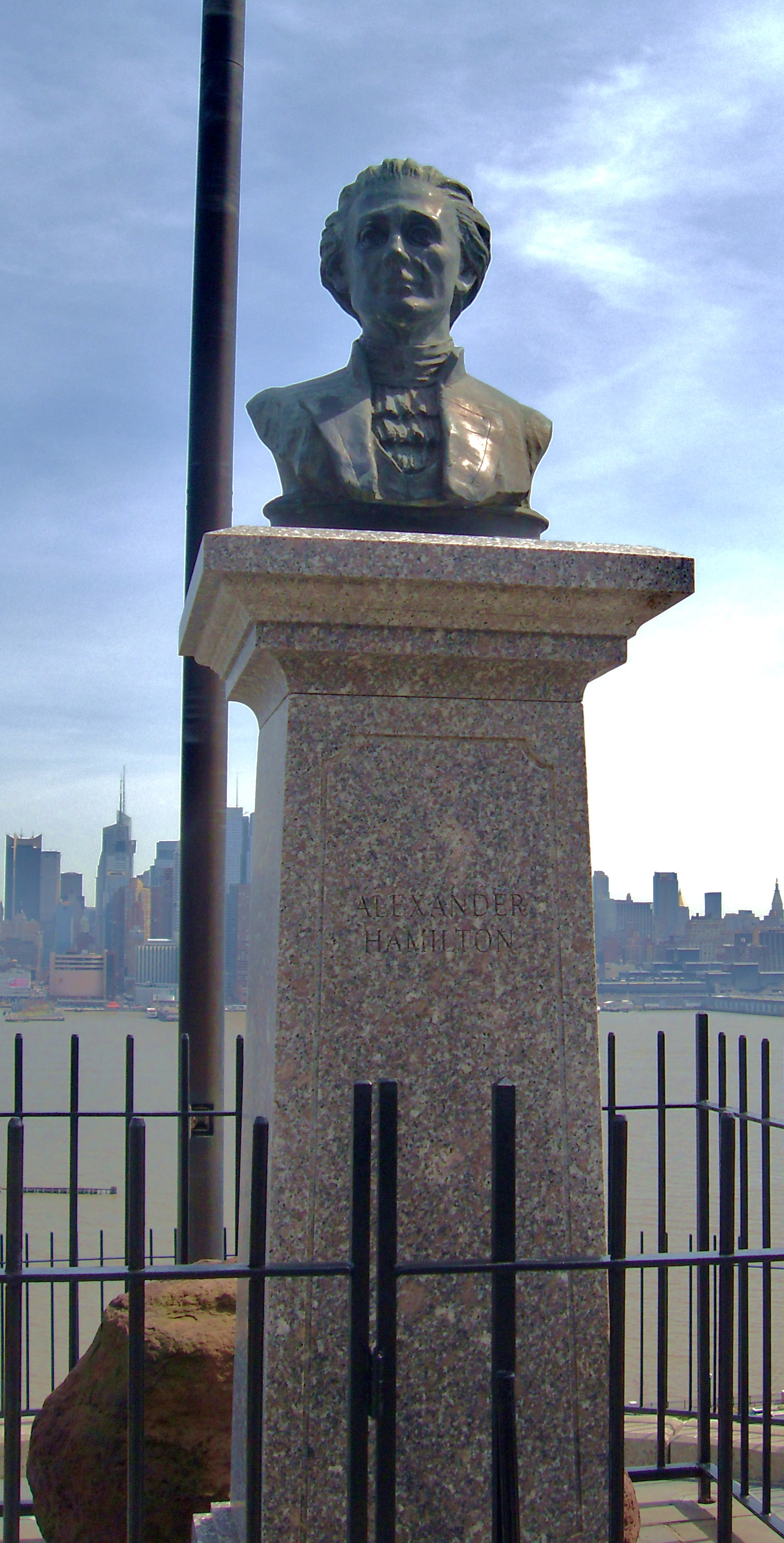
位於決鬥地點的漢密爾頓胸像，1935年立

这场决斗的首个纪念碑是1806年由圣安德鲁公会建造的。汉密尔顿曾经是这个公会的一员。这是一个14英尺大理石纪念碑，纪念碑由火红骨灰瓮的方尖碑，以及一个引有贺拉斯的牌匾组成，周围是铁栅栏。由于之后仍有决斗在此地继续进行，纪念碑慢慢地被肆意摧残以及移动，以至于到1820年所剩无几。然而纪念牌匾幸存下来，在一个垃圾站被发现并被转移到曼哈顿的纽约历史协会，至今还在那里保存。
1820年到1857年间，两人站立的决斗地点分别被以二人名字命名的石头标记着。同时在汉密尔顿受到致命伤后躺倒的地点还有一个刻有铭文的大圆石，一直保存了下来。然而这个圆石只剩下旅游者们的刻画，而且也并没有关于这场决斗的记录证实该圆石的轶闻。1870年，由于铁路的修建经过此地，该圆石被拉到壁岩的顶部。1894年圆石的四周建立铁栅栏，补上了汉密尔顿的半身像和一个牌匾。1934年10月14日，半身像被文物破坏者从岩壁上扔掉，而且后来一直没有找到。1935年7月12日，新的半身像运往该地点，并存留至今。
在20世纪80年代，牌匾被偷走，匾上文本的缩略版被刻在圆石左边的凹痕上。一直保存到20世纪90年代，一个花岗岩基座加在了圆石的前面，半身像也被移到了基座顶端， 新的标识也在决斗200周年的纪念日2004年7月11日刻写在基座上。

### 纽约州反决斗运动
在这场决斗之后，一场反决斗运动开始了。雷明顿诺特（被汉密尔顿的岳父菲利普·斯凯勒供奉的奥尔巴尼教堂牧师）发表了一个著名的布道，并很快以“1804年7月29日，发表在奥尔巴尼市北荷兰教堂的演讲，由亚里山大汉密尔顿将军令人遗憾的永远去世引起的”题目被印刷出版。1806年，莱曼比彻也发表了反决斗布道，于1809年被纽约市反决斗协会翻印了。

## 大众文化
著名的“Got Milk”系列广告的第一部作品便利用了这个素材作为创意。剧情发生在一个类似博物馆仓库的环境中，广告主人公是一个馆员（或者收藏家）模样的人，他正在一边吃早餐一边听历史问答的广播节目，主持人随机拨打电话，如果应答者给出正确答案，则奖励一万美金。问题是“谁在那场著名的决斗中射杀了亚历山大·汉密尔顿？”镜头扫过仓库中汉密尔顿、伯尔的画像、决斗用的手枪、子弹等相关藏品，暗示该问题对于主人公而言应该手到擒来。电话正巧拨到主人公这里，他拿起电话，轻松给出答案“阿龙·伯尔”。但由于被面包噎住，发音含糊不清，主持人听不懂，当他想要倒出牛奶帮助吞下食物时，却发现牛奶已经耗尽，以至于错过了这本该轻松到手的一万美元。该广告由当时尚未成名的迈克尔贝在1993年执导。音乐剧《汉密尔顿》则在Got Milk广告的基础上重新演绎了一支广告用以推广该剧，主人公由该剧阿龙·伯尔的扮演者Leslie Odom Jr.饰演。
在2005年，一个名为 “慵懒星期日”的说唱音乐碟里包含这样一句“到处都是汉密尔顿家族”（10美元的标志是汉密尔顿头像）。借此来讽刺1998年Puff Daddy的“到处都是本杰明家族”（100美元的标志是本杰明·富兰克林头像）。对这个历史性的决斗结果进行了戏剧性的联想发挥。
2006年一个名为“决斗礼仪”的即兴表演戏剧团体在波士顿表演了这场决斗。
接下来的2008年，这场决斗故事再次商业化。这次是在《正直的公民》这部电视剧中，麦克尔代拉饰演汉密尔顿，展示的是汉密尔顿故意没有射中伯尔的情形。
2015年，音乐剧作家和表演家林-曼努爾·米兰达创作的音樂劇《漢密爾頓》，叙述了汉密尔顿的一生。该演出的第一段最早在2009年在白宫为奥巴马总统演出。